# Antonio Gardano
Antonio Gardano  (également Antoine Gardane) (1509 - Venise, 28 octobre 1569) est un compositeur italien né français et un important éditeur de musique basé à Venise.

## Biographie
Gardano est arrivé à Venise en tant que « musico francese » dont les œuvres musicales avaient été publiées à Lyon par Jacques Moderne en 1532. Gardano a créé une maison d'édition et entre 1538 et 1569 a publié 450 éditions de compositeurs de premier plan, dont la moitié concernent des madrigaux italiens.
Les compositeurs les mieux représentés dans le catalogue de Gardano sont Jacques Arcadelt, Cyprien de Rore, Roland de Lassus, et Adrien Willaert, qui représentent environ 25 pour cent de ses publications au total. Gardano et Girolamo Scotto, propriétaire de l'autre grande maison d'édition vénitienne dans le milieu du XVIe siècle, ont tenu un monopole de fait sur la publication en Italie pendant plusieurs décennies. Alors que la maison de Scotto a publié également des livres sur le droit, la médecine, la philosophie, la théologie, en plus de la musique, Gardano a publié seulement de la musique.
Son travail a été poursuivi par ses deux fils, Alessandrò qui a continué l'édition dans la ville de Rome et Angelo qui s'est installé à Venise.

## Œuvres
Intabolatura Nova di Balli, une collection représentative de 25 pièces, publiée en 1551, comprend la préface « danses de toutes sortes, pour être joué sur le clavecin, l'épinette ou le clavicorde, par divers et les plus excellents compositeurs », mais il manque les attributions. Le recueil contient plusieurs des formes de danse populaire de l'époque, y compris les gaillardes, pavanes et passamezzi. Le tirage original est détenu par le Museo Civico Bibliografico Musicale de Bologne.

## Éditions
- Jacques Arcadelt:Primo libro.

un recueil de madrigaux de quatre à six voix
- Motetti del frutto, 3 vol, 1538–1539

un recueil de madrigaux geistlicher Motetten
- Salmi spezzadi,  1550.
- Intabolatura Nova di Balli, 1551.

25 Pièces, (Gaillardes, Pavanes et Passamezzi) pour clavecin, épinette ou clavicorde de différents compositeurs dont le nom n'est pas donné.